# Oberbozen
Oberbozen (Italiaans: Soprabolzano) is een plaats (frazione) in de Italiaanse gemeente Ritten in de provincie Zuid-Tirol.